# Миодраг Ђукић
Миодраг Ђукић (Прокупље, 1938. — Београд, 30. јун 2010) био је српски драмски писац, писац, истакнути културни радник и министар културе Републике Србије.

## Биографија
Ђукић је рођен 1938. године у Прокупљу. Дипломирао је драматургију на Академији за позориште, филм, радио и телевизију у Београду. Био је дугогодишњи председник Удружења драмских писаца Србије.
Као истакнута личност у културно-просветном животу обављао је низ важних друштвених функција. Био је министар за културу Србије 1991—1993. године („Највољенији министар културе у историји Србије.”), председник Културно-просветне заједнице Београда, директор издавачке куће „Просвета“, а дуго година и директор Музеја позоришне уметности.
Друштвеним, културним и политичким ангажманом дао је велики допринос у изградњи културног идентитета Србије.
Аутор је великог броја драмских дела, од којих су нека и изведена, почев од комада "Стрип-тиз код Џакера" у Академском позоришту "Бранко Крсмановић" 1968. године.
Сахрањен је 3. јула 2010. на Новом гробљу у Београду.
По њему је именована Награда „Миодраг Ђукић” за појединце и институције који афирмишу драмско стваралаштво и доприносе раду Удружења драмских писаца Србије.

## Позоришне драме
Изведене позоришне драме
- Стрип-тиз код Џакера, изведено у Академском позоришту “Бранко Крсмановић”, 1968. у Београду;
- Потраживање у мотелу, драма награђена на конкурсу Народног позоришта из Београда, где је премијерно изведена 1971. године. Иста драма под називом Крчмарева смрт изведена је у Народном позоришту у Лесковцу 1972;
- Александар, премијерно изведена 1974. у Југословенском драмском позоришту у Београду;
- Кисеоник, драма изведена у Народном позоришту у Зрењанину и Нишу.
- Кртичњак, драма изведена у Народном позоришту у Београду,

Изведене радио-драме
- Чудан стриц, Радио Београд;
- Метална куглица која се котрља, Радио Београд;
- Наследници, Радио Београд;
- Др Келава, Радио Београд и Радио Варшава;
- Превер, Радио Београд;
- Гогољ, Радио Београд;
- Раде Драинац, Радио Београд.

Штампане драме
- Баштиник, драма штампана у часопису Театрон 109;
- Светионик, драма штампана у 23. књизи едиције „Савремена српска драма“;
- Млин, драма штампана у 27. књизи едиције „Савремена српска драма“,
- Папагај, драма штампана у 29. књизи едиције „Савремена српска драма“,
- Сомнамбули, драма штампана у 30. књизи едиције „Савремена српска драма“
- Уговор, драма штампана у 31. књизи едиције „Савремена српска драма“,
- Лабудово језеро, драма штампана у 32. књизи едиције „Савремена српска драма“,
- Чудан стриц, драма штампана у 35. књизи едиције „Савремена српска драма“,
- Фараон и лав, драма штампана у 35. књизи едиције „Савремена српска драма“.
- Светионик, Републиканска унија и Удружење драмских писаца Србије, Београд, 2005.
- Млин, Републиканска унија и Удружење драмских писаца Србије, Београд, 2006.
- Чудан стриц • Фараон и лав, Републиканска унија и Удружење драмских писаца Србије, Београд, 2008.
- Драме („Сомнабули”, „Уговор”„”, „Лабудово језеро”), Републиканска унија и Удружење драмских писаца Србије, Београд, 2008.

Преводи